# 王光彦
王光彦（1967年—），男性，汉族，中共党员，甘肃秦安人，中华人民共和国政治人物。

## 生平
王光彦生于甘肃省秦安县郭嘉镇暖泉村，毕业于华东师范大学公共管理学院，拥有该校博士学历，曾任中华人民共和国教育部人事司综合处处长，以后相继出任该部思想政治工作司副司长、部直属机关党委常务副书记等职务，2023年8月30日，出任教育部副部长，并兼任该部直属机关党委书记。